# الجناح (نجم)
الجناح أو إبسلون الدجاجة (Epsilon Cygni) الاسم التقليدي Gienah مشتق من الاسم العربي وهو نجم في كوكبة الدجاجة. وهو عند العرب أحد الفوارس على الجناح.
وهو نجم عملاق برتقالي بارد وهو كباقي النجوم اللامعة ومرئية بشكل دائم مر بمرحلة طويلة من تطور النجوم وهذا النجم بدأ في مرحلة الموت ويبعد 72 سنة ضوئية عن الأرض ويملك قدر ظاهري مقداره 2.5

## خصائص
الجناح نجم عملاق بتصنيف نجمي K0 III يدل على أن النجم قد غادر تسلسل النسق الأساسي وبدأ مرحلته النهائية من التطور. منذ عام 1943 خدم طيفه الضوئي كمعيار مستقر لتصنف النجوم الأخرى. درجة الحرارة الفعالة للفوتوسفير هو 4710 كلفن، مما يجعله باللون البرتقالي الذي هو سمة نجوم نوع-k.حجمه ما يقرب 11 ضعف نصف قطر الشمس و62 ضعف سطوع الشمس.
في عام 1920 اقترح أن النجم هو نظام ثنائي طيفي، ولكن أصبح الامر موضع تساؤل. لأنه يمتلك رفيق بصري (الجناح B) الذي لا يرتبط مع الجناح A .اما المرشح الثاني ذو القدر 13 (الجناح C) عند الفصل الزاوي 78 ثانية قوسية. إذا كان النجم الأخيرة له جاذبية مع الجناح A، يعني انه يبعده 1700 وحدة فلكية أو أكثر، وله فترة مدارية تستغرق 50,000 سنة على الأقل.
الملاحظ من السرعة الشعاعية نجم الجناح انه يمتلك رفيق مع فترة مدارية تقدر بـ 15 سنة على الأقل.